# Fernando Francisco de Bourbon
Fernando Francisco de Bourbon (Madrid, 11 de julho de 1850 - Madrid, 11 de julho de 1850) foi a segunda criança do casamento da rainha Isabel II de Espanha e do rei consorte, Francisco, Duque de Cádis.  Como filho de um soberano, Fernando teria o título de Infante da Espanha e, como não tinha irmãos mais velhos sobreviventes quando nasceu, teria sido Príncipe das Astúrias, mas morreu poucos minutos depois de nascer.

## Biografia
Fernando nasceu no Palácio Real de Madrid em 1850, durante o reinado de sua mãe, Isabel II; Seus avós maternos eram o falecido rei, Fernando VII de Espanha, cujo nome foi dado, e a Regente durante a menoridade de sua mãe, Maria Cristina das Duas Sicílias; Já seus avós paternos eram o infante Francisco de Paula de Bourbon e sua primeira esposa, a princesa Luísa Carlota das Duas Sicílias; seus avôs eram irmãos uns dos outros, enquanto suas avós também eram irmãs, de modo que os pais da criança eram primos duplos. É possível que a consanguinidade exagerada da família real na época foi a principal causa da morte prematura de Fernando, que morreu cinco minutos depois de nascer. 
Anteriormente a sua mãe tinha tido um filho natimorto com o nome de Luís Fernando, e nos anos seguintes teria dez filhos, mas apenas cinco sobreviveram à infância: o futuro Afonso XII de Espanha e as princesas Isabel, Maria do Pilar, Maria da Paz e Eulália.
O corpo de Fernando foi enterrado na Cripta Real do Mosteiro do Escorial em El Escorial.